# Metz
Metz (francosko [mès], nemško in lorensko [mèc]) je glavno mesto severovzhodne francoske regije Lorene, občina in prefektura departmaja Moselle. Po podatkih iz leta 2022 je mesto imelo 121.695 prebivalcev.
Metz ima 3000-letno zgodovino in je bil predhodno keltski oppidum, pomembno galo-rimsko mesto, merovinška prestolnica Austrazija, rojstni kraj karolinške dinastije, zibelka gregorijanskega korala in ena najstarejših republik v Evropi.

## Geografija
Mesto leži v severovzhodni Franciji, ob izlivu reke Seille v Mozelo.

## Administracija
Metz je sedež okrožja Metz-Ville, v katerega so vključeni njegovi štirje kantoni:
- Kanton-Metz-1 (del občine Metz: 24.027 prebivalcev),
- Kanton-Metz-2 (del občine Metz: 25.245 prebivalcev),
- Kanton-Metz-3 (del občine Metz: 40.058 prebivalcev),
- Kanton-Metz-4 (del občine Metz: 34.446 prebivalcev).

Metz je prav tako sedež okrožja Metz-Campagne, v katerega so vključeni kantoni Ars-sur-Moselle, Maizières-lès-Metz, Marange-Silvange, Montigny-lès-Metz, Pange, Rombas, Verny, Vigy in Woippy z 211.865 prebivalci.

## Zgodovina
V antičnem času je bil Metz (Divodurum – kraj pri sv. gori) glavno mesto keltskega plemena Mediomatrici, katerih okrajšano ime Mettis je kasneje oblikovalo sedanje ime. V času rimske zasedbe Galije je postalo eno najpomembnejših mest, bolj obljudeno od Lutetie (sedanji Pariz), imelo pa je tudi enega največjih amfiteatrov v pokrajini. Eno od zadnjih rimskih oporišč se je upiralo germanskim plemenom, leta 451 pa je padlo v roke hunskemu vojskovodji Atili. Konec 5. stoletja je po mirnih pogajanjih pripadel Frankom.
Od Sigeberta I. dalje je bil Metz sedež merovinških kraljev Avstrazije, v dobrem pa se je zapisal tudi v obdobju Karolingov. Tako je bil v njem sedež Karla Velikega, preden ga je le-ta prestavil v Aachen.
Leta 843 je Metz za kratek čas postal glavno mesto Lotaringije (danes Lorena). Po smrti Lotarja II. (869) je večkrat bil predmet sporov med vzhodnim in zahodnim frankovskim kraljestvom, dokler ni v letu 925 pripadel Vzhodnemu kraljestvu in posledično Svetorimskemu cesarstvu. V 10. stoletju je v mestu narasel vpliv škofov, tako je spomladi 1096 Metz postal eno od izhodišč za prvo križarsko vojno. Proti koncu 12. stoletja se je začelo organizirati meščanstvo z željo po odpravi cerkvene prevlade nad prebivalstvom. Leta 1207 so bili imenovanih mestni predstavniki Tredecem jurati, sprva še vedno pod vplivom škofa. Dodatno je bilo izbranih 25 predstavnikov različnih župnij, ki so predhodnjim pomagali v pravnih zadevah, poleg teh pa je bila izbrana tudi mestna aristokracija, tako imenovani Paraiges. Drugo meščansko telo Komuna, ki je tako kot Paraige nastala v letu 1297, je skupaj z njimi oblikovala močno zvezo in sčasoma prevzela oblast nad mestom, ki je trajala vse do 16. stoletja. Mesto je bilo v tem času pogosto v boju za njegovo samostojnost; od 1324-27 proti vojvodom Luksemburga in Lorene kot tudi Trierskemu nadškofu, v 15. stoletju proti Franciji in Burgundskim vojvodom.
Leta 1552 se je Metz našel v središču bojev med svetorimskim cesarjem Karlom V. in Francozi. S sporazumom med nemškimi knezi in francoskim kraljem Henrikom II. je Metz pripadel Franciji, z dokončnim sklepom v Vestfalskem mirovnem sporazumu. Z izgradnjo citadele se je nova oblast zavarovala pred nezadovoljnimi meščani. Dosedanje Paraige-je je nadomestil kraljevi predstavnik guverner, predstavnika mestnih svetnikov je zamenjal rojalistični župan, Tredecem jurati pa je nadomestila kraljeva sodnija. Metz je postal glavno mesto začasne province treh škofij: Metz, Toul in Verdun, kasneje (1633) je zanjo bilo ustanovljeno vrhovno sodišče kot tudi Parlament. Z izgradnjo fortifikacije pod nadzorom arhitekta Vaubana (1674) je postal eno najpomembnejših oporišč v tem delu Francije. V času francoske revolucije je postal sedež novoustanovljenega departmaja Moselle, med vojaško kampanjo večkrat oblegan s strani zavezniške vojske (1814-15). Med francosko-prusko vojno je bil glavni sedež francoskega armadnega korpusa pod poveljstvom Bazaine-a. Po več bitkah se je 27. oktobra 1870 Metz bil prisiljen predati nemškemu poveljniku princu Frideriku Karlu Pruskemu in s Frankfurtskim mirom tudi uradno postal nemški. Sledeč premirju z Nemčijo v Compiègnu, ki je končalo prvo svetovno vojno, je francoska vojska vstopila v Metz novembra 1918, z Versajsko mirovno pogodbo naslednje leto pa je tudi uradno bil vrnjen Franciji. Ponovno je bil okupiran s strani Nemčije med drugo svetovno vojno, od 1940 do 1944.

## Znamenitosti
Metz je na seznamu francoskih umetnostno-zgodovinskih mest.
- gotska stolnica svetega Štefana s številnimi vitraji rusko-francoskega slikarja Marca Chagalla,
- opatijska cerkev Saint-Pierre-aux-Nonnains - najstarejša cerkev Franciji, preoblikovana iz nekdanje rimske gimnazije v 7. stoletju,
- opatija sv. Vincenca (1248-1376),
- cerkev Ste-Segolene (13.-14. stoletje),
- cerkev sv. Martina,
- opatija sv. Vincenca (1248-1376),
- cerkev St-Pierre-de-la-Citadelle,
- cerkev St-Euchaire,
- cerkev St-Maximin,
- ruševine mestnega obzidja,
- mestna vrata: Porte Serpenoise, Porte des Allemands (Nemška vrata),
- židovsko pokopališče,
- železniška postaja.

## Pobratena mesta
- Gloucester (Združeno kraljestvo),
- Hradec Králové (Češka),
- Kansas City (ZDA)
- Karmiel (Izrael),
- Luxembourg (Luksemburg)
- Saint-Denis, Réunion (Réunion),
- Tanger (Maroko),
- Trier (Nemčija),
- Yichang (Ljudska republika Kitajska).